# Calestano
Calestano (en dialecte parmesan Calistàn )  est une commune italienne de la province de Parme dans la région Émilie-Romagne en Italie.

## Administration
| Période                                  | Période | Identité | Étiquette | Qualité |
| ---------------------------------------- | ------- | -------- | --------- | ------- |
|                                          |         |          |           |         |
| Les données manquantes sont à compléter. |         |          |           |         |

### Hameaux
Borsano, Canesano, Cascina, Castello, Chiastre, Fragno, Fragnolatico, Fragnolo, La Costa, Linara, Marzolara, Montale, Pioppone, Ramiano, Ravarano, Ronzano, San Remigio, Torre, Vallerano, Vigolone

### Communes limitrophes
Berceto, Corniglio, Felino, Langhirano, Sala Baganza, Terenzo